# Yonen Buzz
Yonen Buzz ist eine Comicserie im Manga-Stil der deutschen Zeichnerin Christina Plaka und die Fortsetzung von Prussian Blue. Der Vorgänger erschien bei Carlsen Comics, Yonen Buzz wurde nach einem Verlagswechsel der Zeichnerin von Tokyopop ab März 2005 veröffentlicht und wurde im Januar 2012 mit dem fünften Band abgeschlossen. Beide Werke sind auch bei Tokyopop USA erschienen.
Der Erscheinungsrhythmus der Serie war sehr lang, da die Autorin neben dem Zeichnen Japanologie studierte.

## Geschichte
Inhaltlich setzt die Story etwa zwei Jahre nach Prussian Blue ein. Die Band steht kurz vor einem Plattenvertrag, doch Sayuri (Sängerin, Gitarristin) hat wegen ihres Musik-Studiums und eines Nebenjobs kaum noch Zeit für Proben. Auch ihr Freund Jun (Sänger, Songwriter) leidet darunter. Außerdem sind sich die Bandmitglieder über die weitere Karriere uneinig. Während Jun und Atsushi (Bass) eine Undergroundband bleiben wollen, möchten Keigo (Drums) und Saiyuri bekannt werden und später von ihrer Musik leben können.

## Namensänderung
Aufgrund des Verlagwechsels musste die Serie aus lizenzrechtlichen Gründen umbenannt werden. Außerdem entschloss sich der Verlag im Oktober 2005, den Namen der Band Prussian Blue, die die Hauptrolle spielt, ab dem zweiten Band in Plastic Chew umzubenennen. Grund dafür ist das Gesangsduo Prussian Blue, das in den USA rassistische und nazistische Songs veröffentlicht. Christina Plaka und Tokyopop wollen nicht mit dieser Band in Verbindung gebracht werden.